# Gyophora trigramma
Gyophora trigramma är en fjärilsart som beskrevs av George Francis Hampson 1910. Gyophora trigramma ingår i släktet Gyophora och familjen nattflyn. Inga underarter finns listade i Catalogue of Life.